# Zeitschrift für Internationale Rechnungslegung
Die Zeitschrift für Internationale Rechnungslegung – IRZ ist eine deutschsprachige Fachzeitschrift aus dem Verlag C.H.Beck. Als monatlich erscheinendes Fachmedium auf dem Gebiet der internationalen Rechnungslegung beschäftigt sich die IRZ mit Themen der International Financial Reporting Standards (IFRS) bzw. International Accounting Standards (IAS) und den United States Generally Accepted Accounting Principles (US-GAAP).

## Erscheinungsweise
Die IRZ erscheint seit 2006 in Deutschland (Verlag C.H.Beck, Vahlen Verlag), Österreich (Linde Verlag) und der Schweiz (EXPERTsuisse), zunächst im zweimonatlichen Rhythmus, seit Januar 2008 monatlich. Das Online-Modul „IRZDirekt“ ist für alle IRZ-Abonnenten inklusive.

## Inhalt und Zielgruppe
Ziel der IRZ ist es, Lösungen zu aktuellen Fragen der Internationalen Rechnungslegung aufzuzeigen.
In den Rubriken „Der Fall - die Lösung“, „Bilanzierung und Bilanzpolitik“, „Bilanzanalyse“, „Accounting for Value?“, „Reporting und Controlling“, „Prüfung“, „Expertenkommentar“ und „Auf den .Punkt gebracht!“ berichten Fachautoren über Entwicklungen der IFRS/IAS- und US-GAAP-Rechnungslegung, geben Lösungsvorschläge für sich in der Praxis ergebende Probleme und zeigen Gestaltungsmöglichkeiten auf. Der Serviceteil umfasst Nachrichten zur IASB/FASB-Standardsetzung und Entwicklung der IFRS- und US-GAAP-Vorschriften sowie einen IFRS-Zeitschriftenspiegel. Zielgruppe sind kapitalmarktorientierte Unternehmen und deren Berater. Die IRZ richtet sich an Bilanzverantwortliche im Unternehmen, Wirtschaftsprüfer, Steuerberater, vereidigte Buchprüfer, Finanzvorstände, Finanzanalysten, Banken sowie Wissenschaftler und Dozenten an Hochschulen und Fachhochschulen.

## Herausgeber
Die Herausgeber sind Dirk Hachmeister, Inhaber des Lehrstuhls für Rechnungswesen und Finanzierung der Universität Hohenheim, Gernot Hebestreit, Honorarprofessor an der Westfälischen Wilhelms-Universität, Münster, Roman Rohatschek, Lehrstuhlinhaber am Institut für Unternehmensrechnung und Wirtschaftsprüfung an der Universität Linz sowie stellvertretender Leiter der OePR (Österreichische Prüfstelle für Rechnungslegung), Wien, Thomas Senger, Honorarprofessor an der Heinrich-Heine-Universität, Düsseldorf und Evelyn Teitler-Feinberg.